# Civilist
Civilist je oseba, ki ni del oboroženih enot svoje države. Kot tak je v času vojne izvzet iz bojevanja ter zaščiten z zakoni.